# Subsidiaritetsprincipen inom Europeiska unionen
Subsidiaritetsprincipen inom Europeiska unionen innebär att unionen, inom sina icke-exklusiva befogenhetsområden, endast får vidta åtgärder om målen för dem inte i tillräcklig utsträckning kan uppnås av medlemsstaterna och därför bättre kan uppnås på europeisk nivå. Tillsammans med proportionalitetsprincipen reglerar subsidiaritetsprincipen hur Europeiska unionen och dess institutioner får utöva sina befogenheter.
Subsidiaritetsprincipen infördes genom Maastrichtfördraget, som trädde i kraft den 1 november 1993. Bestämmelserna om principen återfinns i artikel 5 i fördraget om Europeiska unionen:
| ”                                                                                       | Enligt subsidiaritetsprincipen ska unionen på de områden där den inte har exklusiv befogenhet vidta en åtgärd endast om och i den mån som målen för den planerade åtgärden inte i tillräcklig utsträckning kan uppnås av medlemsstaterna, vare sig på central nivå eller på regional och lokal nivå, och därför, på grund av den planerade åtgärdens omfattning eller verkningar, bättre kan uppnås på unionsnivå. Unionens institutioner ska tillämpa subsidiaritetsprincipen i enlighet med protokollet om tillämpning av subsidiaritets- och proportionalitetsprinciperna. De nationella parlamenten ska se till att subsidiaritetsprincipen följs i enlighet med det förfarande som anges i protokollet. | „ |
| – Artikel 5.3 i fördraget om Europeiska unionen efter Lissabonfördragets ikraftträdande | |   |

De nationella parlamenten kontrollerar att subsidiaritetsprincipen följs genom ett särskilt förfarande för subsidiaritetsprövning, särskilt vad gäller frågor som rör polissamarbete och straffrättsligt samarbete. Varje lagförslag som läggs fram måste motiveras med avseende på subsidiaritetsprincipen. En lagstiftningsakt som antas i strid med subsidiaritetsprincipen kan ogiltigförklaras av EU-domstolen genom en talan om ogiltigförklaring.